# سمير باتل
سمير باتل (16 يونيو 1976 بريدنغ في المملكة المتحدة - )  (بالإنجليزية: Sameer Patel)‏ هو لاعب كريكت بريطاني. لعب مع Berkshire County Cricket Club ‏.